# Timóclidas
Timóclidas (en griego antiguo: Τιμοκλείδας, en latín: Timocleides) fue un tirano de la polis griega de Sición en el siglo III a. C.
Tras la violenta muerte del anterior tirano Cleón, gobernó conjuntamente con Eutidemo, hasta que los dos fueron depuestos por los ciudadanos de Sición. Timóclidas y Eutidemo fueron sustituidos por el demócrata Clinias, según Pausanias.